# Крива Соломона

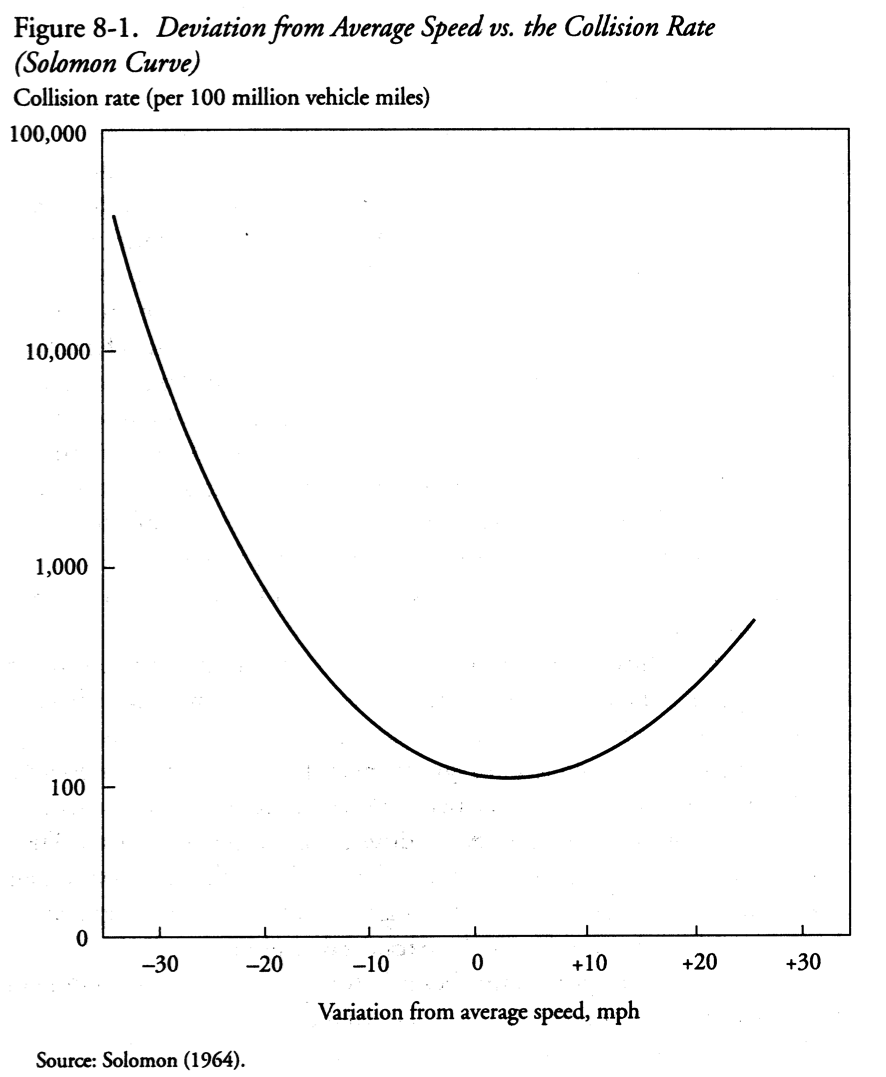
Крива Соломона, опублікована в Accidents on main rural highways related to speed, driver, and vehicle («Аварії на основних сільських дорогах, пов'язаних із швидкістю, водієм та транспортним засобом»)

Крива Соломона є графічним відображенням коефіцієнту зіткнення автомобілів як функції їхньої швидкості у порівнянні з середньою швидкістю автомобіля на тій же дорозі. Крива була заснована на дослідженні, проведеному Девідом Соломоном наприкінці 50-х років і опублікованому в 1964 році. Подальші дослідження показують значні упередження в дослідженні Соломона, що може стати під сумнів його висновки.

## Оригінальне розслідування
У 1964 році Соломон досліджував зв'язок між середньою швидкістю і коефіцієнтами зіткнення автомобілів і склав результати. Хоча інші намагалися кількісно оцінити співвідношення між середньою швидкістю і швидкістю зіткнення, робота Соломона була «найпершою та найвідомішою». Соломон провів всебічне вивчення більш ніж 10000 водіїв із зіткненнями та їхніх транспортних засобів та як інші характеристики проїзної частини, водія та транспортного засобу впливають на імовірність участі в аварії. Він встановив, що ймовірність залучення в аварію на один кілометр автомобіля в залежності від швидкості руху на транспортних засобах випливає за U-образною кривою зі значеннями швидкості навколо середньої швидкості, що має найнижчу ймовірність аварії. Хоча зазвичай називається крива Соломона, U-образна крива також називається кривою ризику аварії.

## Подальші дослідження
У 1968 році Джулі Кірілло провела аналогічне дослідження 2000 автомобілів на міждержавних автомагістралях, які розглядають вплив зміни швидкості на катастрофи, в яких задіяні два або більше транспортних засобів. Дані Кірілло дали U-подібну криву, схожу на криву Соломона. Інститут дослідницьких трикутників здійснив дослідження в 1970 році, де зібрано дані про 114 вибухів з участю 216 автомобілів на штатній магістралі в штаті Індіана для вирішення цих проблем: (1) поєднання автоматизованих вбудованих станцій швидкого спостереження з підготовленими дослідниками на місці події; (2) розрізняють дані про транспортні засоби, що сповільнюють переговори про перехід від автомобілів, що рухаються повільно у потоці руху. Повідомляючи про ці результати в 1971 році, академіки Вест і Данн підтвердили висновки Соломона і Кірілло, але виявили, що катастрофи, пов'язані з повертаючим транспортними засобами, складають 44 відсотки всіх аварій, спостережуваних у дослідженні, і що виключення цих збоїв з аналізу значно ослаблені фактори, які створили U-образну криву Соломона.
Слід зазначити, що виключення аварій «за рахунок поворотів» буде помилковим для автострад та автомагістралей з обмеженим доступом, де немає ніяких поворотів для спростування кривої Соломона.
У 1991 році Fildes, Rumbold та Leening зібрали самоофіційну інформацію про аварії з 707 автомобілістів у Австралії, з яких менше 200 повідомляють, що вони зіткнулися, але, на відміну від Соломона та Кірілло, дослідники не виявили взаємозв'язку між повільними швидкостями та збільшенням аварії залучення. Незважаючи на багаторічні дослідження, за свідченнями 10 червня 2003 року в Комітеті зі зв'язків з громадськістю та транспорту Сенату штату Огайо, Джулі Чирілло, колишній помічник адміністратора та начальник служби безпеки Федеральної служби безпеки дорожнього руху (FMCSA), засвідчила, що «до в даний час не було ніяких доказів змінити оригінальний висновок Соломона, що відхилення від середньої експлуатаційної швидкості є головним чинником аварій».
У липні 2001 року Клоеден Н. Н., Понт Г і Маклін А. Д. відділу досліджень дорожньо-транспортних пригод, Аделаїдський університет визначили співвідношення «… між швидкістю вільної їзди та ризиком залучення до аварії на 80 км/год або швидше граничні зони в сільській Південній Австралії», використовуючи дизайн-дослідження для контролю випадків. Вони виявили: «.. ризик залучення до аварії на катастрофі збільшувався більше, ніж експоненціально, з збільшенням вільної швидкості руху вище середньої швидкості руху, а швидкість руху нижче середньої швидкості руху була пов'язана з меншим ризиком залучення до аварії». Описуючи минулі дослідження в цій галузі, вони наводять на думку, що в дослідженні Соломона «як чисельник (число аварій у певній швидкісній смузі), так і знаменник (кількість пробігів у тих самих смугах швидкості) міг бути досить неточно для відносно низьких швидкостей».

## Теоретичний фундамент
Хауер надавав теоретичну основу для кривої Соломона в 1971 році, «наприклад, якщо я їздитиму на швидкості 45 миль/год, тоді як в середньому машини їздитимуть — 60 миль/год, скільки машин проїде біля мене через годину і, отже, зі скількома я зможу зіткнутись?» — це показало, що теоретичний розподіл був майже ідентичним кривої Соломона.

## Практичні наслідки
Хоча дослідження Соломона спрямовані на відхилення швидкості, а не швидкість сама по собі, деякі коментатори згадали дослідження Соломона, щоб підтвердити висновок про те, що швидкість і ризик аварій не пов'язані безпосередньо. З іншого боку, визнаючи, що дослідження Соломона показує важливість безпеки зміни навколо середньої швидкості, Леонард Еванс робить висновок щодо безпеки руху та водія, що основним завданням регулювання безпеки руху має бути контроль абсолютної швидкості руху, а не мінливість. Обидва погляди підтверджують той факт, що основні дослідження, що лежать в основі кривої Соломона, показують, що чим більше різниця між швидкістю водія та середньою швидкістю руху — як вище, так і нижче цієї середньої швидкості, тим більшою є імовірність залучення до аварії. Отже, багато штатів і організації безпеки радять водіям «рухатися з рухом».